# Antonio Conte (labdarúgó)
Antonio Conte (Lecce, 1969. július 31. –) olasz labdarúgó, edző.

## Pályafutása

### Játékosként
Karrierjét szülővárosa csapatában, az US Leccénél kezdte 1986-ban. Első mérkőzését 16 évesen és 8 hónaposan játszotta a Pisa ellen. Egyetlen gólját a Lecce színeiben a Napoli ellen 3–2-re elvesztett mérkőzésen szerezte 1989. november 11-én.
1991 novemberében igazolt a Juventushoz. A torinói csapatnál gyorsan alapember lett, később pedig a csapat kapitánya is lett. Egészen a 2001-02-es szezonig az is maradt, ekkor a kevesebb játéklehetőség miatt ezt a tisztséget Alessandro Del Piero örökölte meg.
Miután a 2003-04-es szezonban még kevesebbet játszott, mint addig, úgy döntött, visszavonul. A Juventus történetének egyik legtöbbször pályára lépő játékosaként végül 295 bajnoki mérkőzésen 29 góllal zárt (ez a szám az összes mérkőzést figyelembe véve 412/43). A Juventusnál eltöltött 12 év alatt öt bajnoki címet, egy Bajnokok Ligája- és egy interkontinentális kupagyőzelmet szerzett.
A válogatottban 1994-ben mutatkozhatott be, és rögtön részt vett a világbajnokságon is, ahol a „Squadra Azzurra” ezüstérmesként zárt. A válogatottban legsikeresebb időszaka 2000-ben volt, amikor mindkét gólját megszerezte, előbb Dánia ellen egy Eb-selejtezőn, majd Törökország ellen az Európa-bajnokság csoportkörében. A tornán végig játszott, a középpálya közepét ő és Demetrio Albertini alkotta. Olaszország, csakúgy, mint Conte előző világversenyén, ismét döntőbe jutott, ám ismét kikapott, ezúttal hosszabbítás után. Conte a nemzeti csapatban 1994-től 2000-ig összesen hússzor lépett pályára.

### Edzőként
Miután felhagyott az aktív játékkal, először a Sienánál dolgozott, Luigi de Canio segítőjeként. Vezetőedzőként első csapata az AC Arezzo volt, ahová 2006 nyarán került. Ez egy elég sikertelen időszak volt a csapat életében, így Contét már októberben menesztették. Később, 2007 márciusában még egyszer dolgozott rövid ideig az Arezzónál. Bár irányítása alatt a csapat többek között egy ötmérkőzéses győzelmi sorozatot is magáénak tudhatott, végül a kiesést nem sikerült elkerülni.
2007. december 27-én a Bari szerződtette Giuseppe Materazzi helyére. Új csapata jól teljesített, miután ősszel a kiesés ellen harcolt, az évet a jó tavasznak köszönhetően stabil középcsapatként fejezte be. A következő évben a Bari megnyerte a másodosztály küzdelmeit.
2009 nyarán felmerült a neve korábbi sikerei helyszínén, a Juventusnál. A spekulációkat lezárandó, a Bari egy évvel meghosszabbította szerződését. Miután Claudio Ranierit menesztették a Juventustól, ismét felmerült a neve, mint egy lehetséges esélyes a posztra. Végül korábbi csapattársát, Ciro Ferrarát nevezték ki a „bianconeri” élére.
2009 szeptember 21-én az Atalanta trénere lett, miután az előd Antonio Greguccit menesztették. Eleinte jó eredményeket ért el a bergamói csapattal, egy idő után azonban nem úgy alakult a csapat sorsa, ahogy azt a szurkolók elvárták, és egyre többen követelték Conte lemondását. Erre végül 2010 január 16-án került sor.
2010-től az AC Siena csapatánál edzősködött. A toszkán csapattal a második helyen végzett így kiharcolta a feljutást a Serie A-ba.
Juventus (2011–2014)
2011–2012
2011 nyarán szerződött játékos-pályafutása utolsó csapatához, a Juventushoz, a távozó Luigi Delneri helyére, ahol rögtön az első szezonjában veretlenül lett bajnok a torinóiakkal, köszönhetően a szinte tökéletes szintig begyakorolt 3-5-2-es hadrendnek. Mindemellett bejutott az Olasz Kupa döntőjébe is, ahol viszont a Walter Mazzarri vezette SSC Napoli bizonyult jobbnak. 
2012–2013
Az idényt egy Szuperkupa győzelemmel kezdték a zebrák. A bajnokságot ebben a szezonban is könyörtelenül behúzta a csapat és a Bajnokok Ligájában is sikerült eljutni a legjobb nyolcig, ahol a későbbi győztes FC Bayern München parancsolt megálljt.
2013–2014
Conte utolsó, Juventusnál töltött szezonjában nem sikerült az előrelépés. A bajnoki cím ugyan zsinórban harmadszor is meglett, és a Szuperkupát is begyűjtötte a csapat, de a Bl-ben már a csoportkörből való továbbjutás sem sikerült. A Juventus harmadikként végzett a Real Madrid CF , illetve a Galatasaray SK mögött. Mivel a 2014-es Európa Liga döntőt Torinóban rendezték, a zebrák rendkívül motiváltak voltak, hogy eljussanak a fináléig, azonban az SL Benfica megállította őket az elődöntőben. Conte júliusban távozott a Juventustól. 
Olaszország (2014–2016)
Az olasz nemzeti csapat magabiztosan jutott ki a 2016-os, franciaországi Európa Bajnokságra, ahol egészen a negyeddöntőig jutottak, a világbajnoki címvédő Németország búcsúztatta őket tizenegyesekkel. Conte a válogatottnál is a 3-5-2-es formáció mellett tette le a voksát, a hátsó régió (kapus és védők) pedig csak Juventus FC játékosokból állt. A torna után Conte a Chelsea-hez távozott.
Chelsea (2016–2018)
2016–2017
Conte első idénye remekül sikerült a londoni klub élén. Itt a 3-4-3 hozta meg neki a sikert, mely Premier League győzelemben materializálódott. Az FA Kupában is eljutott a csapat a döntőig, ott viszont a városi rivális Arsenal FC bizonyult jobbnak. 
2017–2018
A BL-ben a legjobb tizenhat között a Lionel Messi vezette FC Barcelona jelentette a végállomást. A bajnokságban mindössze az ötödik helyen zárt az együttes, az FA Kupában viszont sikerült a végső diadal, a Chelsea a Manchester United FC-t múlta felül a fináléban. A szezon végeztével Conte távozott a csapat kispadjáról.

### Internazionale
2019. május 31-én a klub új vezetőedzője lett az olasz szakember.
2021. május 26-án közös megegyezéssel szerződést bontott a klubbal. 

## Sikerei, díjai

### Játékosként
- olasz bajnok: 1994–95, 1996–97, 1997–98, 2001–02, 2002–03
- olasz kupagyőztes: 1994–95
- olasz szuperkupa-győztes: 1995, 1997, 2002, 2003
- UEFA-kupa-győztes: 1992–93
- BL-győztes: 1995–96
- UEFA-szuperkupa-győztes: 1996
- Interkontinentális kupagyőztes: 1996
- Intertotó-kupa-győztes: 1999

### Edzőként
- Bari:
  - Serie B: 2008–09

- Juventus:
  - Seria A: 2011–12, 2012–13, 2013–14
  - Olasz szuperkupa: 2012, 2013

- Chelsea
  - Angol bajnok: 2016–17
  - FA-kupa: 2017–18

- Internazionale:
  - Seria A: 2020–21

- - Európa-liga - döntős: 2019–20

## Statisztikái játékosként

### Klubcsapatokban[18]
| Szezon             | Csapat             | Bajnokság          | Bajnokság | Bajnokság | Kupa   | Kupa  | Kupa | Nemzetközi | Nemzetközi | Nemzetközi | Egyéb    | Egyéb | Egyéb | Összesen | Összesen |
| Szezon             | Csapat             | Kiírás             | Mérk.     | Gól       | Kiírás | Mérk. | Gól  | Kiírás     | Mérk.      | Gól        | Kiírás   | Mérk. | Gól   | Mérk.    | Gól      |
| ------------------ | ------------------ | ------------------ | --------- | --------- | ------ | ----- | ---- | ---------- | ---------- | ---------- | -------- | ----- | ----- | -------- | -------- |
| 1985-1986          | Lecce              | A                  | 2         | 0         | CI     | 0     | 0    | -          | -          | -          | -        | -     | -     | 2        | 0        |
| 1986-1987          | Lecce              | B                  | 0         | 0         | CI     | 2     | 0    | -          | -          | -          | -        | -     | -     | 2        | 0        |
| 1987-1988          | Lecce              | B                  | 3         | 0         | CI     | 2     | 0    | -          | -          | -          | -        | -     | -     | 5        | 0        |
| 1988-1989          | Lecce              | A                  | 19        | 0         | CI     | 2     | 0    | -          | -          | -          | -        | -     | -     | 21       | 0        |
| 1989-1990          | Lecce              | A                  | 28        | 1         | CI     | 1     | 0    | -          | -          | -          | -        | -     | -     | 29       | 1        |
| 1990-1991          | Lecce              | A                  | 28        | 0         | CI     | 3     | 0    | -          | -          | -          | -        | -     | -     | 31       | 0        |
| 1991 júl-nov.      | Lecce              | B                  | 9         | 0         | CI     | 0     | 0    | -          | -          | -          | -        | -     | -     | 9        | 0        |
| Lecce összesen     | Lecce összesen     | Lecce összesen     | 89        | 1         |        | 10    | 0    |            | -          | -          |          | -     | -     | 99       | 1        |
| 1991 nov-1992      | Juventus           | A                  | 14        | 0         | CI     | 0     | 0    | -          | -          | -          | -        | -     | -     | 14       | 0        |
| 1992-1993          | Juventus           | A                  | 31        | 2         | CI     | 6     | 0    | UEFA       | 9          | 0          | -        | -     | -     | 46       | 2        |
| 1993-1994          | Juventus           | A                  | 32        | 4         | CI     | 1     | 0    | UEFA       | 8          | 0          | -        | -     | -     | 41       | 4        |
| 1994-1995          | Juventus           | A                  | 23        | 1         | CI     | 4     | 0    | UEFA       | 5          | 2          | -        | -     | -     | 32       | 3        |
| 1995-1996          | Juventus           | A                  | 29        | 5         | CI     | 2     | 0    | BL         | 9          | 2          | OSz      | 1     | 0     | 41       | 7        |
| 1996-1997          | Juventus           | A                  | 6         | 0         | CI     | 1     | 1    | BL         | 3          | 0          | USz + IK | -     | -     | 10       | 1        |
| 1997-1998          | Juventus           | A                  | 28        | 4         | CI     | 6     | 1    | BL         | 9          | 0          | OSz      | 1     | 1     | 44       | 6        |
| 1998-1999          | Juventus           | A                  | 30        | 4         | CI     | 2     | 0    | BL         | 6          | 3          | OSz      | 0     | 0     | 38       | 7        |
| 1999-2000          | Juventus           | A                  | 28        | 4         | CI     | 2     | 1    | Int + UEFA | 4+4        | 1+1        | -        | -     | -     | 38       | 7        |
| 2000-2001          | Juventus           | A                  | 21        | 2         | CI     | 2     | 1    | BL         | 5          | 0          | -        | -     | -     | 28       | 3        |
| 2001-2002          | Juventus           | A                  | 20        | 1         | CI     | 5     | 0    | BL         | 4          | 0          | -        | -     | -     | 29       | 1        |
| 2002-2003          | Juventus           | A                  | 18        | 1         | CI     | 2     | 0    | BL         | 7          | 0          | OSz      | 0     | 0     | 27       | 1        |
| 2003-2004          | Juventus           | A                  | 16        | 1         | CI     | 4     | 0    | BL         | 4          | 0          | OSz      | -     | -     | 24       | 1        |
| Juventus összesen  | Juventus összesen  | Juventus összesen  | 296       | 29        |        | 37    | 4    |            | 77         | 9          |          | 2     | 1     | 412      | 43       |
| Karrierje összesen | Karrierje összesen | Karrierje összesen | 385       | 30        |        | 47    | 4    |            | 77         | 9          |          | 2     | 1     | 511      | 44       |

### Válogatott góljai
| #  | Időpont           | Helyszín                          | Ellenfél    | Állás | Végeredmény | Kiírás           |
| -- | ----------------- | --------------------------------- | ----------- | ----- | ----------- | ---------------- |
| 1. | 1999. március 27. | Parken Stadion, Koppenhága, Dánia | Dánia       | 1–2   | Győzelem    | Eb-selejtező     |
| 2. | 2000. június 11.  | GelreDome, Arnhem, Hollandia      | Törökország | 1–2   | Győzelem    | Európa-bajnokság |

## Statisztikái vezetőedzőként
2024. június 5-én lett legutóbb frissítve. 
| Arezzo            | olasz    | 2006. július         | 2007. június      | 12  | 3   | 5   | 4   | 25     |
| Bari              | olasz    | 2007. december 27.   | 2009. június 23.  | 67  | 32  | 20  | 15  | 47.76  |
| Atalanta          | olasz    | 2009. szeptember 21. | 2010. január 7.   | 14  | 3   | 4   | 7   | 21.43  |
| Siena             | olasz    | 2010. július 1.      | 2011. május 21.   | 44  | 22  | 14  | 8   | 50     |
| Juventus          | olasz    | 2011. május 21.      | 2014. július 15.  | 152 | 102 | 35  | 15  | 67.11  |
| Olaszország       | olasz    | 2014. augusztus 14.  | 2016. július 2.   | 25  | 14  | 7   | 4   | 56     |
| Chelsea           | angol    | 2016. július 3.      | 2018. július 13.  | 106 | 69  | 17  | 20  | 65.09  |
| Internazionale    | olasz    | 2019. május 31.      | 2021. május 26.   | 102 | 64  | 23  | 15  | 62.75  |
| Tottenham Hotspur | angol    | 2021. november 2.    | 2023. március 26. | 77  | 41  | 12  | 24  | 53.25  |
| Napoli            | olasz    | 2024. június 5.      | jelenleg is       | 0   | 0   | 0   | 0   | később |
| összesen          | összesen | összesen             | összesen          | 613 | 356 | 143 | 114 | 58.08  |